# Melanotrichia forficula
Melanotrichia forficula is een schietmot uit de familie Xiphocentronidae. De soort komt voor in het Palearctisch gebied.